# Tổ chức ACMECS
Tổ chức ACMECS, tên đầy đủ là Tổ chức Chiến lược hợp tác kinh tế Ayeyarwady - Chao Phraya - Mê Kông, được thành lập tháng 11 năm 2003 theo sáng kiến của Thủ tướng Thái Lan Thaksin Shinawatra nhằm mục đích tăng cường các hoạt động hợp tác kinh tế giữa các nước ở khu vực Đông Nam Á lục địa.

## Các thành viên
Bốn thành viên sáng lập nên ACMECS là Myanmar, Thái Lan, Lào và Campuchia. Việt Nam chính thức tham gia ACMECS từ ngày 10 tháng 5 năm 2004.

## Hội nghị Cấp cao ACMECS
Hội nghị Cấp cao ACMECS là hội nghị quan trọng nhất của ACMECS và được tổ chức hai năm một lần. Lần thứ nhất được tổ chức tại Bagan (Myanmar) năm 2003 đồng thời là hội nghị thành lập ACMECS. Hội nghị lần thứ hai tổ chức tại Bangkok năm 2005. Hội nghị lần thứ ba tổ chức tại Hà Nội vào tháng 11 năm 2008. Theo dự kiến, hội nghị lần thứ tư sẽ diễn ra tại Campuchia vào năm 2010.